# Felipe Cruz
Felipe F. Cruz (Angat, 25 september 1919 – 19 mei 2013) was een Filipijns ingenieur en ondernemer. Zijn bedrijf FF Cruz groeide uit tot een van de vier grootste aannemers van de Filipijnen en behoorde tot de top 400 van grootste bedrijven van het land.

## Biografie
Felipe Cruz werd geboren op 25 september 1919 in Angat in de Filipijnse provincie Angat. Hij behaalde een bachelor-diploma Geodetic Engineering aan de University of the Philippines en een bachelor-diploma Civil Engineering aan de National University.
In 1949 richtte Cruz het ingenieursbureau FF Cruz op. Met FF Cruz legde hij zich in eerste instantie toe op landmeetactiviteiten in binnen- en buitenland. Tussen 1958 en 1970 voerde hij in opdracht van de Amerikaanse overheid geodetische en astronomische meetprojecten uit in de Verenigde Staten en in diverse landen in het Midden-Oosten, in Azië en in Nieuw-Zeeland. Ook voerde hij in de jaren 60 in opdracht van de Filipijnse overheid een groot fotogrammetrisch project uit. Grote delen van Mindanao, Panay, Palawan en het centraal noordwestelijke deel van Luzon werden ingevlogen, waarbij in totaal 13 miljoen hectare in beeld werden gebracht. 
Al enkele jaren na de oprichting breidde Cruz de activiteiten van zijn bedrijf uit. Uiteindelijk groeide het bedrijf uit tot een van de grootste Filipijnse ingenieursbureaus, verantwoordelijk voor grote infrastructurele projecten als de aanleg van de verkeersknooppunten als de kruising van de C-5 met Ortigas Avenue extension, de kruisingen van de Epifanio de los Santos Avenue (EDSA) met Kamias Avenue en Timog Avenue en aansluiting van Ortigas Avenue op EDSA. Ook was FF Cruz actief in de maritieme sector. Zo was zijn bedrijf verantwoordelijk voor de ontwikkeling van het havengebied van Batangas City, een van de speerpunten van het beleid van voormalig president Gloria Macapagal-Arroyo.  
In 2007 werd Cruz onderscheiden met The Outstanding Filipino Awardee (TOFIL) voor zijn bijdrage aan de Filipijnse aannemerij. 
Cruz overleed in 2013 op 93-jarige leeftijd. Hij was getrouwd met Angelita Almeda. Samen kregen ze zes kinderen.